# 高齢で死去した著名人一覧
高齢で死去した著名人一覧（こうれいでしきょしたちょめいじんいちらん）では、長寿そのものによって著名となった人物を除いた、100歳以上の著名人を掲載する。年齢は満年齢。生没年月日の表記について1582年10月4日以前はユリウス暦、同年10月15日以後はグレゴリオ暦に準拠。ただし前近代には現代のような本格的な戸籍制度がまだなかったことに加え、僧侶伝・縁起や系図など拠るべき史料の信憑性にも疑わしいものが少なくない。

## 日本史（古代 - 近世）
月日不明で年表記のみのものは旧暦年。
| 人名                  | 年齢                     | 生年月日       | 没年月日          | 事績                 | 典拠・備考                            |
| --------------------- | ------------------------ | -------------- | ----------------- | -------------------- | ------------------------------------- |
| 西松逕                | 124歳162日 - 125歳150日  | 1603年         | 1728年7月10日     | 医家                 | 『長崎史蹟人物誌』                    |
| 道守東人              | 120歳302日↑              | 669年          | 790年11月24日以後 |                      | 『続日本紀』。一説に679年生。         |
| 随翁舜悦              | 119歳271日               | 1507年3月18日  | 1626年12月14日    | 武蔵宗関寺開山       | 『日本洞上聯灯録』                    |
| 輝山宗珠              | 119歳16日 - 120歳3日     | 1408年         | 1528年2月2日      | 甲斐龍華寺僧         | 『日本洞上聯灯録』                    |
| 大路一遵              | 118歳109日 - 119歳97日   | 1399年         | 1518年5月15日     | 金龍山広徳寺開山     | 『日本洞上聯灯録』                    |
| 春海貞吉              | 117歳85日 - 118歳191日   | 779年          | 897年夏           | 唐舞師               | 『政事要略』                          |
| 飯田義山              | 116歳72日 - 117歳61日    | 1742年         | 1859年4月7日      | 書家                 | 墓碑銘による。                        |
| 一井鳳梧              | 115歳197日 - 116歳185日  | 1616年         | 1731年8月27日     | 儒者                 |                                       |
| 源算                  | 115歳77日 - 116歳65日    | 983年          | 1099年4月22日     | 善峯寺開山           | 『拾遺往生伝』『元亨釈書』            |
| 林松翁                | 111歳309日 - 112歳297日  | 1541年         | 1653年11月20日    | 鉱業家、経世家       |                                       |
| 青岑珠鷹              | 109歳274日 - 110歳262日  | 1362年         | 1472年10月16日    | 磐城龍門寺開山       | 『日本洞上聯灯録』                    |
| 直翁呈機              | 108歳006日 - 109歳348日  | 1307年         | 1416年            | 松ヶ崎光禅寺開山     |                                       |
| 多功建昌              | 107歳361日 - 109歳14日   | 1463年         | 1572年2月3日      | 宇都宮氏家臣         | 『多劫系図』                          |
| 天海                  | 107歳293日?              | 1536年1月23日? | 1643年11月12日    | 政僧、寛永寺開山     | 生年は1509年 - 1554年の間で諸説あり。 |
| 滝川益氏              | 107歳28日 - 109歳5日     | 1527年         | 1635年            | 滝川氏一門衆         |                                       |
| 西念                  | 106歳71日 - 107歳60日    | 1182年         | 1289年4月6日      | 親鸞二十四輩の一     |                                       |
| 四条貞子 （北山准后） | 105歳276日 - 106歳263日  | 1196年         | 1302年10月22日    | 西園寺実氏室         |                                       |
| 長谷川角行            | 105歳155日               | 1541年2月10日  | 1646年7月15日     | 神道家、富士信仰開祖 | 『御大行の巻』など                    |
| 加藤豊三              | 105歳9日 - 106歳353日    | 1700年         | 1806年            | 瀬戸陶工             |                                       |
| 木幡高清              | 104歳1日 - 106歳8日      | 1537年         | 1642年            | 相馬氏家臣           |                                       |
| 高麗媼 （中里エイ）   | 104歳1日 - 106歳7日      | 1567年         | 1672年            | 三川内焼陶祖         |                                       |
| 佐和文智              | 103歳330日 - 105歳316日  | 1768年         | 1873年            | 儒者                 |                                       |
| 中方明哉              | 103歳318日 - 104歳306日  | 1747年         | 1851年12月13日    | 瑞巌寺117世          |                                       |
| 日昭                  | 101歳121日 - 102歳120日? | 1221年?        | 1323年5月1日      | 日蓮宗の僧           | 一説に1236年生。                      |
| 周藤弥兵衛            | 101歳21日 - 102歳20日    | 1651年         | 1753年1月21日     | 治水家               |                                       |
| 初代本松斎一得        | 101歳45日 - 102歳44日    | 1718年         | 1820年2月14日     | 華道家               |                                       |
| 飯篠家直 （長威斎）   | 100歳107日 - 101歳125日? | 1387年?        | 1488年5月26日     | 天真正伝香取神道流祖 | 一説に1421年生。                      |
| 太安養康              | 100歳115日 - 101歳103日  | 1448年         | 1549年5月19日     | 曹洞宗僧             |                                       |

## 日本史（近代以後）
| 人名             | 年齢                    | 生年月日       | 没年月日       | 事績 |
| ---------------- | ----------------------- | -------------- | -------------- | --- |
| 後藤はつの       | 113歳256日              | 1903年9月1日   | 2017年5月15日  | 画家 |
| 渡邉智哲         | 112歳355日              | 1907年3月5日   | 2020年2月23日  | 新潟県浦川原村議会議員 |
| 百井盛           | 112歳150日              | 1903年2月5日   | 2015年7月5日   | 高等学校教員、初代福島県立塙工業高等学校校長、第5代埼玉県立与野高等学校校長                                                                                            |
| 森シノ           | 111歳288日              | 1903年11月9日  | 2015年8月23日  | 女子アナウンサー、リポーター |
| 上杉ミツ子       | 110歳253日              | 1907年8月20日  | 2018年4月30日  | 刺繍作家 |
| 巴一作           | 110歳243日              | 1909年8月15日  | 2020年4月14日  | 医師、第4代市立岡崎病院院長 |
| 鳥栖越山         | 109歳356日              | 1824年4月6日   | 1934年3月28日  | 僧 |
| 嘉納愛子         | 109歳89日               | 1907年1月1日   | 2016年3月29日  | 声楽家 |
| 藤原喜一         | 109歳79日               | 1880年12月17日 | 1990年3月6日   | 実業之日本社編集長・理事、東洋美術史・中国書道史研究者 |
| 衛藤衛           | 109歳13日               | 1883年2月3日   | 1992年2月16日  | 宣教師、モンタナ・ジョーの父 |
| 王登美           | 108歳334日              | 1901年9月21日  | 2010年8月16日  | 王貞治の母 |
| 大川ミツイ       | 108歳298日              | 1915年3月15日  | 2024年1月7日   | YouTuber |
| 南里勇           | 108歳259日              | 1904年7月21日  | 2013年4月6日   | 大丸藤井会長 |
| 原志免太郎       | 108歳257日              | 1882年10月14日 | 1991年6月18日  | 医師 |
| 後藤達郎         | 108歳242日              | 1911年11月11日 | 2020年7月10日  | ホテルオークラ会長 |
| 蟹江ぎん         | 108歳211日              | 1892年8月1日   | 2001年2月28日  | きんさんぎんさんのぎんさん |
| 宮崎秀吉         | 108歳123日              | 1910年9月22日  | 2019年1月23日  | 陸上競技選手 |
| 池見猛           | 108歳57日               | 1907年11月7日  | 2016年1月3日   | 医師、池見学園理事長 |
| 笹本恒子         | 107歳348日              | 1914年9月1日   | 2022年8月15日  | 写真家、女性報道写真家第一号 |
| 篠田桃紅         | 107歳338日              | 1913年3月28日  | 2021年3月1日   | 美術家、版画家、エッセイスト |
| 松井道夫         | 107歳322日              | 1906年11月1日  | 2014年9月19日  | 元参議院議員、弁護士 |
| 平櫛田中         | 107歳310日              | 1872年2月23日  | 1979年12月30日 | 彫刻家 |
| 田中志津         | 107歳288日              | 1917年1月20日  | 2024年11月3日  | 作家 |
| 吉行あぐり       | 107歳179日              | 1907年7月10日  | 2015年1月5日   | 美容師、吉行エイスケの妻、吉行淳之介・吉行和子・吉行理恵の母 |
| 渡辺うめ         | 107歳177日              | 1907年3月23日  | 2014年9月16日  | 人形作家 |
| 成田きん         | 107歳175日              | 1892年8月1日   | 2000年1月23日  | きんさんぎんさんのきんさん |
| 柳生亮三         | 107歳156日              | 1905年10月26日 | 2013年3月31日  | 動物学者 |
| 曻地三郎         | 107歳103日              | 1906年8月16日  | 2013年11月27日 | 教育者・教育学者 |
| 豊田三郎         | 107歳79日               | 1908年9月18日  | 2015年12月6日  | 画家 |
| 大西良慶         | 107歳56日               | 1875年12月21日 | 1983年2月15日  | 清水寺貫主 |
| 近藤康男         | 106歳328日              | 1899年1月1日   | 2005年11月25日 | 農業経済学者、元東京高等農林学校教授、元東京帝国大学農学部教授、元農林省統計調査局長、元武蔵大学教授                                                                   |
| 島津久子         | 106歳280日              | 1898年8月8日   | 2005年5月15日  | 島津久永の母、島津貴子の義母 |
| 堀江正夫         | 106歳277日              | 1915年6月16日  | 2022年3月20日  | 元参議院議員、陸軍軍人、陸上自衛官 |
| 三神美和         | 106歳266日              | 1904年3月30日  | 2010年12月21日 | 医師・大学教授 |
| 犬塚稔           | 106歳214日              | 1901年2月15日  | 2007年9月17日  | 脚本家・映画監督 |
| 渡辺忠雄         | 106歳212日              | 1898年9月3日   | 2005年4月3日   | 三和銀行会長 |
| 今岡信一良       | 106歳208日              | 1881年9月16日  | 1988年4月11日  | 宗教家 |
| 物集高量         | 106歳205日              | 1879年4月3日   | 1985年10月25日 | 国文学者 |
| 米田貞一郎       | 106歳179日              | 1909年12月11日 | 2016年6月7日   | 京都学園大学名誉教授 |
| 長岡三重子       | 106歳172日              | 1914年7月31日  | 2021年1月19日  | 水泳選手、実業家、能楽師 |
| 与儀実清         | 106歳166日              | 1914年10月11日 | 2021年3月26日  | 元沖縄県宜野座村長 |
| 丸山佳子         | 106歳158日              | 1908年1月10日  | 2014年6月17日  | 俳人 |
| 金原まさ子       | 106歳143日              | 1911年2月4日   | 2017年6月27日  | 俳人 |
| 佐田豊           | 106歳90日 - 106歳120日  | 1911年3月30日  | 2017年7月      | 元俳優 |
| 小嶋千鶴子       | 106歳78日               | 1916年3月3日   | 2022年5月20日  | ジャスコ設立者、イオン名誉顧問 |
| 新見政一         | 106歳57日               | 1887年2月4日   | 1993年4月2日   | 海軍中将 |
| 宮崎奕保         | 106歳41日               | 1901年11月25日 | 2008年1月5日   | 永平寺貫首 |
| 中冨正義         | 106歳31日               | 1905年10月23日 | 2011年11月23日 | 元久光製薬社長・会長 |
| 大江直吉         | 106歳30日 - 106歳60日   | 1906年10月     | 2012年11月30日 | 元京都芸術短期大学学長 |
| 南部久子         | 106歳                   | 1911年/1912年  | 2018年7月24日  | 陸上競技選手、南部忠平の妻 |
| 塩谷信男         | 105歳356日              | 1902年3月24日  | 2008年3月14日  | 医学博士 |
| 牧祥三           | 105歳344日              | 1907年3月1日   | 2013年2月8日   | ドイツ語学者、元大阪外国語大学学長 |
| 中澤眞二         | 105歳336日              | 1891年9月26日  | 1997年8月28日  | 実業家 |
| 林義雄           | 105歳314日              | 1905年1月29日  | 2010年12月9日  | 童画家。没年齢は104歳とも |
| 片岡美智         | 105歳298日              | 1907年1月6日   | 2012年10月30日 | フランス文学者 |
| 日野原重明       | 105歳287日              | 1911年10月4日  | 2017年7月18日  | 医師、聖路加国際病院名誉院長 |
| 立花大亀         | 105歳246日              | 1899年12月22日 | 2005年8月25日  | 大徳寺最高顧問 |
| 藤間生大         | 105歳208日              | 1913年5月16日  | 2018年12月10日 | 歴史学者 |
| 山口伊太郎       | 105歳191日              | 1901年12月18日 | 2007年6月27日  | 西陣織作家 |
| 冨久正二         | 105歳158日              | 1917年1月24日  | 2022年7月1日   | 陸上競技選手 |
| 片山豊           | 105歳157日              | 1909年9月15日  | 2015年2月19日  | 米国日産初代社長 |
| 小倉遊亀         | 105歳144日              | 1895年3月1日   | 2000年7月23日  | 画家 |
| 山口安次郎       | 105歳129日              | 1904年10月1日  | 2010年2月7日   | 西陣織作家 |
| 中川イセ         | 105歳128日              | 1901年8月26日  | 2007年1月1日   | 網走市議会議員、網走市名誉市民 |
| 関綾二郎         | 105歳115日              | 1911年2月4日   | 2016年5月29日  | 元小金井市長 |
| 源豊宗           | 105歳102日              | 1895年10月7日  | 2001年1月17日  | 美術史家 |
| 中川牧三         | 105歳102日              | 1902年12月7日  | 2008年3月18日  | 声楽家 |
| 小林ハル         | 105歳91日               | 1900年1月24日  | 2005年4月25日  | 長岡瞽女 |
| 入江一子         | 105歳87日               | 1916年5月15日  | 2021年8月10日  | 美術家、洋画家 |
| 弥勒祐徳         | 105歳86日               | 1919年2月20日  | 2024年5月16日  | 画家 |
| 吉原真隆         | 105歳29日               | 1852年6月25日  | 1957年7月24日  | 僧侶 |
| 斎藤忠           | 104歳327日              | 1908年8月28日  | 2013年7月21日  | 考古学者 |
| 矢野機           | 104歳320日              | 1887年3月27日  | 1992年2月10日  | 陸軍中将 |
| 加藤シヅエ       | 104歳295日              | 1897年3月2日   | 2001年12月22日 | 元衆議院議員・参議院議員、婦人運動家 |
| 頼實正弘         | 104歳290日              | 1919年6月21日  | 2024年4月7日   | 化学工学者・広島大学学長 |
| 金光邦三         | 104歳278日              | 1897年2月4日   | 2001年11月19日 | 元衆議院議員、魚津市長 |
| 村田正志         | 104歳276日              | 1904年9月23日  | 2009年6月26日  | 歴史学者 |
| 中一弥           | 104歳272日              | 1911年1月29日  | 2015年10月27日 | 画家。逢坂剛の父 |
| 城みさを         | 104歳258日              | 1913年4月27日  | 2018年1月10日  | さをり織り創始者 |
| 中村テル         | 104歳252日              | 1904年8月24日  | 2009年5月3日   | 登山家。富士山の冬季登頂に女性として初めて成功 |
| 立花太郎         | 104歳249日              | 1914年5月5日   | 2019年1月9日   | お茶の水女子大学名誉教授 |
| 下川原孝         | 104歳229日              | 1906年7月25日  | 2011年3月11日  | 砲丸投・やり投・円盤投世界記録保持者（100歳以上部門） |
| 小林多津衛       | 104歳222日              | 1896年8月7日   | 2001年3月17日  | 教育者 |
| 竹本小土佐       | 104歳217日              | 1872年5月29日  | 1977年1月1日   | 女義太夫の太夫 |
| 川崎桃太         | 104歳211日              | 1915年3月3日   | 2019年9月30日  | 言語学者、歴史学者、京都外国語大学名誉教授 |
| 小川マリ         | 104歳207日              | 1901年10月13日 | 2006年5月8日   | 洋画家 |
| 渡辺武           | 104歳189日              | 1906年2月15日  | 2010年8月23日  | 大蔵省財務官・アジア開発銀行初代総裁 |
| 沢田和夫         | 104歳124日              | 1919年12月9日  | 2024年4月11日  | カトリック司祭 |
| まど・みちお     | 104歳104日              | 1909年11月16日 | 2014年2月28日  | 詩人 |
| 藤田良雄         | 104歳104日              | 1908年9月28日  | 2013年1月9日   | 天文学者・東京大学名誉教授 |
| 志賀夘助         | 104歳99日               | 1903年1月6日   | 2007年4月15日  | 昆虫調査機器商、昆虫商。黄綬褒章受章者 |
| 小野吉郎         | 104歳90日 - 104歳119日  | 1902年1月2日   | 2006年4月      | 郵政事務次官、NHK会長 |
| 22代木村庄之助   | 104歳53日               | 1890年3月1日   | 1994年4月23日  | 立行司 |
| 渡辺恵進         | 104歳11日               | 1910年11月2日  | 2014年11月13日 | 天台宗の僧、第255世天台座主 |
| 淡谷とし子       | 104歳?日                | 1909年         | 2014年9月16日  | ピアニスト、淡谷のり子の妹 |
| 徳光寿雄         | 103歳336日              | 1910年10月11日 | 2014年9月12日  | 映画監督・実業家、徳光和夫の父 |
| 江川昇           | 103歳301日              | 1909年3月25日  | 2013年1月20日  | 元金沢市長 |
| 竹林やゑ子       | 103歳299日              | 1906年6月14日  | 2010年4月9日   | 料理研究家・科学者 |
| 飯田深雪         | 103歳268日              | 1903年10月9日  | 2007年7月4日   | 料理研究家 |
| 日吉フミコ       | 103歳247日              | 1915年3月5日   | 2018年11月7日  | 水俣市議・水俣病市民会議会長 |
| 三好切子         | 103歳235日              | 1908年12月4日  | 2012年7月26日  | 教育者・聖心女子大学長 |
| 中井正文         | 103歳235日              | 1913年3月6日   | 2016年10月27日 | 作家・広島大学名誉教授 |
| 東伏見慈洽       | 103歳230日              | 1910年5月16日  | 2014年1月1日   | 青蓮院名誉門主・元皇族 |
| 吉原自覚         | 103歳226日              | 1886年8月16日  | 1990年3月30日  | 僧侶。吉原真隆の長男 |
| 大野一雄         | 103歳217日              | 1906年10月27日 | 2010年6月1日   | 舞踏家 |
| 渡邉昭           | 103歳210日              | 1901年12月25日 | 2005年7月23日  | 元華族・元貴族院議員・ボーイスカウト日本連盟総長 |
| 兼清正徳         | 103歳201日              | 1914年10月3日  | 2018年4月22日  | 国文学者、徳島文理大学教授 |
| 五代夏夫         | 103歳189日              | 1913年3月25日  | 2016年9月30日  | 作家 |
| 本間仁           | 103歳183日              | 1907年2月15日  | 2010年8月17日  | 土木工学者、東京大学名誉教授 |
| 有光教一         | 103歳182日              | 1907年11月10日 | 2011年5月11日  | 考古学者 |
| 佐藤忠吉         | 103歳169日              | 1920年3月18日  | 2023年9月2日   | 木次乳業の創業者・日本初の低温殺菌牛乳を販売 |
| 福地誠夫         | 103歳163日              | 1904年2月14日  | 2007年7月27日  | 海軍軍人・海上自衛官 |
| 楠田久男         | 103歳154日              | 1916年9月25日  | 2020年2月26日  | 機械工学者・元佐賀大学学長 |
| 水田洋           | 103歳153日              | 1919年9月3日   | 2023年2月3日   | 経済学者、社会思想史学者 |
| 4世竹本綱吉      | 103歳144日              | 1905年3月18日  | 2008年8月8日   | 女流義太夫 |
| 岸なみ           | 103歳138日              | 1912年3月8日   | 2015年7月23日  | 児童文学者、翻訳家 |
| 玉木英彦         | 103歳137日              | 1909年9月26日  | 2013年2月10日  | 物理学者、東京大学名誉教授 |
| 奥野誠亮         | 103歳127日              | 1913年7月12日  | 2016年11月16日 | 元衆議院議員、第95代文部大臣、第39代法務大臣、第16代国土庁長官、内務・自治官僚、第2代自治事務次官                                                                      |
| 一瀬信一         | 103歳125日              | 1890年9月10日  | 1994年1月13日  | 海軍中将 |
| 古川為三郎       | 103歳115日              | 1890年1月18日  | 1993年5月19日  | 実業家、ヘラルドグループ創業者 |
| 久曾神昇         | 103歳115日              | 1909年5月31日  | 2012年9月23日  | 国文学者、愛知大学名誉教授 |
| 福井勇           | 103歳86日               | 1903年5月20日  | 2006年8月14日  | 政治家 |
| 藤島亥治郎       | 103歳75日               | 1899年5月1日   | 2002年7月15日  | 建築史家 |
| 後藤比奈夫       | 103歳43日               | 1917年4月23日  | 2020年6月5日   | 俳人 |
| 平井英子         | 103歳39日               | 1918年1月13日  | 2021年2月21日  | 歌手 |
| 清宮俊雄         | 103歳30日               | 1910年3月30日  | 2013年4月29日  | 数学者、東京学芸大学名誉教授 |
| 五島茂           | 103歳18日               | 1900年12月5日  | 2003年12月23日 | 歌人・経済史学者 |
| 白井慶吉         | 103歳18日               | 1882年5月15日  | 1985年6月2日   | 牧師 |
| 片岡球子         | 103歳11日               | 1905年1月5日   | 2008年1月16日  | 画家 |
| 高橋定           | 103歳6日                | 1912年12月19日 | 2015年12月25日 | 海軍軍人・海将 |
| 鶴澤友路         | 103歳4日                | 1913年12月9日  | 2016年12月13日 | 義太夫節三味線奏者・人間国宝 |
| 土井正治         | 103歳2日                | 1894年5月1日   | 1997年5月3日   | 住友化学工業会長 |
| 大井際断         | 103歳1日                | 1915年2月26日  | 2018年2月27日  | 臨済宗方広寺派管長 |
| 渡辺季彦         | 103歳?日                | 1909年         | 2012年6月10日  | ヴァイオリン教師、渡辺茂夫の養父 |
| 乾喜与志         | 103歳?日                | 1904年         | 2007年2月5日   | 川柳作家 |
| 三輪壽雪         | 102歳311日              | 1910年2月4日   | 2012年12月11日 | 陶芸家 |
| 今泉亀撤         | 102歳289日              | 1907年3月15日  | 2009年12月29日 | 眼科医、大学教授。日本国内初のアイバンクを設立者。 |
| 内田棟           | 102歳287日              | 1916年10月9日  | 2019年7月23日  | プロゴルファー。内田袈裟彦の父 |
| 長岡輝子         | 102歳286日              | 1908年1月5日   | 2010年10月18日 | 女優・演出家 |
| 青山義雄         | 102歳273日              | 1894年1月10日  | 1996年10月9日  | 洋画家 |
| 佐藤忠義         | 102歳269日              | 1917年12月11日 | 2020年9月5日   | 実業家・元四国電力社長 |
| 佐々木正         | 102歳264日              | 1915年5月12日  | 2018年1月31日  | 工学博士、シャープ副社長 |
| 菊原初子         | 102歳238日              | 1899年1月17日  | 2001年9月12日  | 地歌箏曲演奏家 |
| 扇一登           | 102歳232日              | 1901年5月24日  | 2004年1月11日  | 元海軍大佐・ベルリン大使館付武官 |
| 磯野庸幸         | 102歳218日              | 1878年10月25日 | 1981年5月31日  | 元貴族院議員・衆議院議員、元ラジオ関東社長 |
| 森昌也           | 102歳211日              | 1910年10月8日  | 2013年5月7日   | 元静岡県議会議員、元島田市長、元島田市議会議員 |
| 向坂ゆき         | 102歳210日 - 102歳239日 | 1904年12月     | 2007年6月21日  | 向坂逸郎の妻 |
| 柄沢とし子       | 102歳209日              | 1911年5月7日   | 2013年12月2日  | 元衆議院議員、労働運動家 |
| 北条釐三郎       | 102歳206日              | 1886年6月13日  | 1989年1月5日   | 海軍大佐、北条氏恭の三男、北条浩の父 |
| 蔦清小松朝じ     | 102歳192日              | 1894年2月8日   | 1996年8月18日  | 芸妓 |
| 野見山暁治       | 102歳191日              | 1920年12月17日 | 2023年6月22日  | 洋画家、東京芸術大学名誉教授、文化勲章受章者 |
| 他阿真円         | 102歳182日              | 1919年6月10日  | 2021年12月9日  | 僧、時宗第74代遊行上人、藤沢清浄光寺57世住職、真光寺住職、元岡崎市議会議員、元陸軍少尉                                                                                 |
| 北本正雄         | 102歳150日              | 1920年10月13日 | 2023年3月12日  | 東京都北区長 |
| 岩谷直治         | 102歳134日              | 1903年3月7日   | 2005年7月19日  | 岩谷産業創業者 |
| 芦原義重         | 102歳130日              | 1901年3月4日   | 2003年7月12日  | 関西電力名誉会長 |
| 鎮西春江         | 102歳129日              | 1912年3月9日   | 2014年7月16日  | 歌人、まどみちおの妹 |
| 千玄室           | 102歳117日              | 1923年4月19日  | 2025年8月14日  | 茶道家、裏千家15代家元 |
| 都丸哲也         | 102歳117日              | 1921年4月18日  | 2023年8月13日  | 政治家、東京都保谷市（現・西東京市）長 |
| 中西實           | 102歳111日              | 1910年10月5日  | 2013年1月24日  | 元労働事務次官 |
| 長谷川昂         | 102歳111日              | 1909年10月10日 | 2012年1月29日  | 彫刻家 |
| 宮内フサ         | 102歳104日              | 1883年9月10日  | 1985年12月23日 | 人形作家 |
| 水島廣雄         | 102歳104日              | 1912年4月15日  | 2014年7月28日  | そごう会長 |
| 三枝佐枝子       | 102歳100日              | 1920年10月4日  | 2023年1月12日  | 編集者・評論家 |
| 北村西望         | 102歳78日               | 1884年12月16日 | 1987年3月4日   | 彫刻家。長崎平和祈念像制作者 |
| 川合辰雄         | 102歳77日               | 1916年12月1日  | 2019年3月3日   | 九州電力社長 |
| 渡辺洋           | 102歳65日               | 1894年11月14日 | 1997年1月18日  | 陸軍中将・第47師団長 |
| 高木東六         | 102歳49日               | 1904年7月7日   | 2006年8月25日  | 作曲家 |
| 東久邇宮稔彦王   | 102歳48日               | 1887年12月3日  | 1990年1月20日  | 旧皇族、第43代内閣総理大臣、第34代陸軍大臣、貴族院議員、歴代内閣総理大臣における最高齢者                                                                               |
| 四至本愛子       | 102歳45日               | 1910年12月11日 | 2013年1月25日  | ジャーナリスト、四至本八郎の妻、大伴昌司の母 |
| 小林幸三郎       | 102歳28日               | 1912年7月1日   | 2014年7月29日  | RKB毎日放送社長 |
| 雲井浪子         | 102歳28日               | 1901年7月23日  | 2003年8月20日  | 元宝塚歌劇団トップ娘役。宝塚歌劇団1期生。宝塚歌劇団卒業生。女優の坪内ミキ子の母                                                                                        |
| 川澄健一         | 102歳24日               | 1913年2月18日  | 2015年3月13日  | 作曲家、神戸女学院大学教授 |
| 堀田弥一         | 102歳24日               | 1909年1月30日  | 2011年2月23日  | 登山家 |
| 宮操子           | 102歳22日               | 1907年4月15日  | 2009年5月7日   | 舞踏家 |
| 木下忠司         | 102歳21日               | 1916年4月9日   | 2018年4月30日  | 作曲家 |
| 中村康隆         | 102歳10日               | 1906年4月28日  | 2008年5月8日   | 僧侶。知恩院第86世門跡 |
| 城米彦造         | 102歳4日                | 1904年5月4日   | 2006年5月8日   | 画家・詩人 |
| 平塚運一         | 102歳1日                | 1895年11月17日 | 1997年11月18日 | 版画家 |
| 湊楊一郎         | 102歳1日                | 1900年1月1日   | 2002年1月2日   | 俳人 |
| 北村友圭         | 102歳1日                | 1876年4月9日   | 1978年4月10日  | 数学者 |
| 今里英三         | 101歳364日              | 1905年8月21日  | 2007年8月20日  | 元近畿日本鉄道社長 |
| 櫛田ふき         | 101歳354日              | 1899年2月17日  | 2001年2月5日   | 女性運動家 |
| 雲井昭善         | 101歳347日              | 1915年12月24日 | 2017年12月5日  | 僧侶、大谷大学名誉教授 |
| 梅香ふみ子       | 101歳339日              | 1911年10月7日  | 2013年9月11日  | 元宝塚歌劇団娘役。宝塚歌劇団17期生。宝塚歌劇団卒業生。女優の中島葵の母                                                                                                 |
| 平井美奈子       | 101歳338日              | 1902年3月31日  | 2004年3月3日   | 声楽家、歌手 |
| 森田茂           | 101歳337日              | 1907年3月30日  | 2009年3月2日   | 画家 |
| 中井一夫         | 101歳332日              | 1889年11月20日 | 1991年10月18日 | 第10代神戸市長、裁判官、弁護士、神戸市名誉市民 |
| 柳宗玄           | 101歳332日              | 1917年2月18日  | 2019年1月16日  | 美術史家、お茶の水女子大学名誉教授 |
| 上田音市         | 101歳330日              | 1897年2月25日  | 1999年1月21日  | 部落解放運動家 |
| 駒走松恵         | 101歳326日 - 101歳356日 | 1917年6月9日   | 2019年5月某日  | 俳人 |
| 三浦敬三         | 101歳324日              | 1904年2月15日  | 2006年1月5日   | プロスキーヤー。三浦雄一郎の父 |
| 瀬谷義彦         | 101歳322日              | 1914年1月2日   | 2015年11月20日 | 歴史学者・茨城大学名誉教授 |
| 竹内不忘         | 101歳307日              | 1909年8月26日  | 2011年6月29日  | 彫刻家 |
| 芝山みよか       | 101歳303日              | 1907年8月12日  | 2009年6月11日  | 美容家 |
| 岡本文弥         | 101歳279日              | 1895年1月1日   | 1996年10月6日  | 新内節演奏家 |
| 増田善信         | 101歳271日              | 1923年9月11日  | 2025年6月9日   | 気象学者 |
| 佐藤孝三郎       | 101歳264日              | 1868年3月2日   | 1969年11月21日 | 内務官僚（福井県知事、名古屋市長） |
| 奥むめお         | 101歳256日              | 1895年10月24日 | 1997年7月7日   | 元参議院議員、婦人運動家 |
| 添田清美         | 101歳254日              | 1920年4月1日   | 2021年12月11日 | 寺庭婦人 |
| 江上茂雄         | 101歳253日              | 1912年6月18日  | 2014年2月26日  | 画家 |
| 松原泰道         | 101歳248日              | 1907年11月23日 | 2009年7月29日  | 臨済宗妙心寺派教学部長 |
| 伊藤忍           | 101歳247日              | 1894年3月15日  | 1995年11月17日 | 陸軍中将 |
| 杉村新           | 101歳246日              | 1923年6月28日  | 2025年3月1日   | 地震学・地球物理学者 |
| 立松ふさ         | 101歳238日              | 1891年3月23日  | 1992年11月16日 | ソプラノ歌手 |
| 岡本経一         | 101歳235日              | 1909年3月25日  | 2010年11月15日 | 岡本綺堂の養嗣子。青蛙房創業者 |
| 岡部多喜子       | 101歳234日              | 1919年2月24日  | 2020年10月15日 | 声楽家 |
| むのたけじ       | 101歳232日              | 1915年1月2日   | 2016年8月21日  | ジャーナリスト |
| 佐藤貢           | 101歳231日              | 1898年2月14日  | 1999年9月26日  | 元雪印乳業社長・元酪農学園大学理事長 |
| 野坂参三         | 101歳229日              | 1892年3月30日  | 1993年11月14日 | 元参議院議員、元日本共産党名誉議長 |
| 福田三枝         | 101歳221日              | 1912年2月14日  | 2013年9月16日  | 福田赳夫の妻、福田康夫の母 |
| 田中殖一         | 101歳219日              | 1907年1月1日   | 2008年8月8日   | 実業家。自社（徳島製粉） |
| 奥村土牛         | 101歳219日              | 1889年2月18日  | 1990年9月25日  | 画家 |
| 平良敏子         | 101歳211日              | 1921年2月14日  | 2022年9月13日  | 染織家 |
| 竹本越道         | 101歳210日              | 1912年2月13日  | 2013年9月11日  | 女義太夫最長老。義太夫節保存会前会長 |
| 柴田トヨ         | 101歳208日              | 1911年6月26日  | 2013年1月20日  | 詩人 |
| 清水房雄         | 101歳208日              | 1915年8月7日   | 2017年3月3日   | 歌人 |
| 曾禰武           | 101歳206日              | 1887年3月1日   | 1988年9月23日  | 物理学者・元開成中学校・高等学校校長 |
| 秋沢芳馬         | 101歳201日              | 1869年12月31日 | 1971年7月20日  | 海軍少将 |
| 山下現有         | 101歳200日              | 1832年9月23日  | 1934年4月11日  | 浄土宗管長 |
| 古川卓巳         | 101歳191日              | 1917年3月27日  | 2018年10月4日  | 映画監督 |
| 中曽根康弘       | 101歳186日              | 1918年5月27日  | 2019年11月29日 | 第71・72・73代内閣総理大臣、第45代行政管理庁長官、第34・35代通商産業大臣、第7・25代科学技術庁長官、 第25代防衛庁長官、第38代運輸大臣、衆議院議員、第11代自由民主党総裁 |
| 梶木隆一         | 101歳178日              | 1910年11月10日 | 2012年5月6日   | 英文学者・東京外国語大学名誉教授 |
| 渡辺力           | 101歳175日              | 1911年7月17日  | 2013年1月8日   | インダストリアルデザイナー |
| 塚田満江         | 101歳167日              | 1918年11月19日 | 2020年5月4日   | 文学者、京都女子大学名誉教授 |
| 崇仁親王妃百合子 | 101歳164日              | 1923年6月4日   | 2024年11月15日 | 皇族、華族、三笠宮崇仁親王妃、三笠宮家第2代当主 |
| 大道あや         | 101歳156日              | 1909年4月11日  | 2010年9月14日  | 画家。同じく画家の丸木位里の実妹 |
| 春木榮           | 101歳155日              | 1899年5月23日  | 2000年10月25日 | 富士フイルム相談役・富士ゼロックス発起人 |
| 郷倉和子         | 101歳148日              | 1914年11月16日 | 2016年4月12日  | 画家 |
| 日高六郎         | 101歳147日              | 1917年1月11日  | 2018年6月7日   | 社会学者 |
| 初島住彦         | 101歳133日              | 1906年9月11日  | 2008年1月22日  | 植物学者 |
| 加瀬俊一         | 101歳130日              | 1903年1月12日  | 2004年5月21日  | 外交官・外交評論家 |
| 大野勝巳         | 101歳128日              | 1905年4月6日   | 2006年9月1日   | 外交官 |
| 本多静雄         | 101歳121日              | 1898年1月5日   | 1999年5月6日   | エフエム愛知会長 |
| 上條勝久         | 101歳120日              | 1910年8月29日  | 2011年12月27日 | 元参議院議員 |
| 松坂佐一         | 101歳119日              | 1898年11月13日 | 2000年3月11日  | 法学者・弁護士・元名古屋大学学長 |
| 公文茂治         | 101歳117日              | 1913年1月26日  | 2014年5月23日  | 実業家、元日本油脂取締役 |
| 熊谷元一         | 101歳117日              | 1909年7月12日  | 2010年11月6日  | 童画家・写真家 |
| 中川秀恭         | 101歳115日              | 1908年1月1日   | 2009年4月26日  | 哲学者 |
| 澄川久           | 101歳110日              | 1898年12月15日 | 2000年4月3日   | バリトン歌手・ヴォードヴィリアン |
| 柚木沙弥郎       | 101歳106日              | 1922年10月17日 | 2024年1月31日  | 染色工芸家・女子美術大学学長 |
| 五十嵐播水       | 101歳104日              | 1899年1月10日  | 2000年4月23日  | 俳人 |
| 曽宮一念         | 101歳103日              | 1893年9月9日   | 1994年12月21日 | 画家・随筆家 |
| 佐藤正二郎       | 101歳98日               | 1913年5月1日   | 2014年8月7日   | 音楽家、広島大学名誉教授、広島文化学園大学名誉教授 |
| 野々村一男       | 101歳88日               | 1906年11月15日 | 2008年2月11日  | 彫刻家 |
| 秋元波留夫       | 101歳86日               | 1906年1月29日  | 2007年4月25日  | 医学者 |
| 大竹富江         | 101歳83日               | 1913年11月21日 | 2015年2月12日  | 画家、彫刻家 |
| 岩井忠熊         | 101歳79日               | 1922年8月17日  | 2023年11月4日  | 立命館大学教授 |
| 黒土始           | 101歳77日               | 1922年1月31日  | 2023年4月17日  | 実業家 |
| 近藤英一郎       | 101歳70日               | 1913年2月4日   | 2014年4月15日  | 元参議院議員（1期）、群馬県議会議員（5期）、大間々町長 |
| 鈴木竹柏         | 101歳65日               | 1918年12月4日  | 2020年2月7日   | 日本画家、元日展理事長 |
| 芳賀日出男       | 101歳63日               | 1921年9月10日  | 2022年11月12日 | 写真家、民俗研究家 |
| 石原善三郎       | 101歳62日               | 1888年7月9日   | 1989年9月6日   | 元衆議院議員、尾道市長 |
| 橋本武           | 101歳62日               | 1912年7月11日  | 2013年9月11日  | 国語教師・元灘中学校・高等学校教頭 |
| 直原玉青         | 101歳60日               | 1904年8月1日   | 2005年9月30日  | 画家・禅僧 |
| 吉沢久子         | 101歳59日               | 1918年1月21日  | 2019年3月21日  | 評論家・随筆家 |
| 内藤寿七郎       | 101歳50日               | 1906年10月23日 | 2007年12月12日 | 小児科医・日本小児科医会名誉会長 |
| 福原満洲雄       | 101歳45日               | 1905年12月24日 | 2007年2月7日   | 数学者・元東京農工大学学長 |
| 中原フク         | 101歳42日               | 1879年10月1日  | 1980年11月12日 | 中原中也の母 |
| 森比左志         | 101歳39日               | 1917年10月2日  | 2018年11月9日  | 児童文学作家・翻訳家・教育評論家 |
| 児玉九十         | 101歳30日               | 1888年11月15日 | 1989年12月15日 | 教育家 |
| 岡野喜太郎       | 101歳28日               | 1864年5月9日   | 1965年6月6日   | 元駿河銀行頭取 |
| 田中凍雲         | 101歳28日               | 1913年10月7日  | 2014年11月4日  | 書家 |
| 石井桃子         | 101歳23日               | 1907年3月10日  | 2008年4月2日   | 児童文学作家・翻訳家 |
| 斎藤成文         | 101歳20日               | 1919年9月17日  | 2020年10月7日  | 電気工学者・東京大学名誉教授 |
| 阿波根昌鴻       | 101歳18日               | 1901年3月3日   | 2002年3月21日  | 平和運動家 |
| 糸井貫二         | 101歳17日               | 1920年12月2日  | 2021年12月19日 | 前衛芸術家 |
| 横井和子         | 101歳16日               | 1920年1月19日  | 2021年2月4日   | ピアニスト |
| 村橋俊介         | 101歳15日               | 1908年1月1日   | 2009年1月16日  | 大学教授（高分子化学） |
| 渡辺啓助         | 101歳9日                | 1901年1月10日  | 2002年1月19日  | 推理作家 |
| 市古宙三         | 101歳2日                | 1913年6月19日  | 2014年6月21日  | 中国史学者・お茶の水女子大学名誉教授 |
| 佐藤をとみ       | 101歳?日                | 1893年         | 1994年         | 看護師、郭沫若の妻 |
| 加藤淑子         | 101歳?日                | 1915年         | 2017年1月2日   | ロシア料理店スンガリーの店主、加藤登紀子の母 |
| 藤田六朗         | 100歳359日 - 101歳358日 | 1903年1月7日   | 2004年         | 医師、大学教授（東洋医学） |
| 品川工           | 100歳354日              | 1908年6月11日  | 2009年5月31日  | 版画家 |
| 榊米一郎         | 100歳353日              | 1913年3月5日   | 2014年2月20日  | 電気工学者 |
| 初代米川文子     | 100歳350日              | 1894年6月15日  | 1995年5月31日  | 地歌・筝曲家 |
| 佐藤進一         | 100歳349日              | 1916年11月25日 | 2017年11月9日  | 歴史学者 |
| 5代荻江露友      | 100歳347日              | 1892年10月10日 | 1993年9月22日  | 荻江節家元 |
| 多田小餘綾       | 100歳345日              | 1907年4月27日  | 2008年4月6日   | 阿波踊りのおはやし「阿波よしこの」の歌い手 |
| 中野敏雄         | 100歳345日              | 1898年11月22日 | 1999年11月1日  | 元貴族院議員、武雄市長 |
| 浦山助太郎       | 100歳344日              | 1865年12月11日 | 1966年11月20日 | 元衆議院議員、東信電気副社長 |
| 石本雅男         | 100歳343日              | 1902年8月21日  | 2003年7月30日  | 法学者 |
| 松山千恵子       | 100歳340日              | 1914年3月11日  | 2015年2月6日   | 元衆議院議員 |
| 宮本梧楼         | 100歳337日              | 1911年8月17日  | 2012年7月20日  | 実験物理学者、理学博士 |
| 三笠宮崇仁親王   | 100歳331日              | 1915年12月2日  | 2016年10月27日 | 皇族、大正天皇第四皇子 |
| 鈴木康文         | 100歳328日              | 1896年3月5日   | 1997年1月27日  | 歌人 |
| 大路三千緒       | 100歳326日              | 1920年2月21日  | 2021年1月12日  | 女優、元宝塚歌劇団花組・雪組組長、宝塚歌劇団27期生、宝塚歌劇団卒業生                                                                                                   |
| 高良鉄夫         | 100歳326日              | 1913年6月25日  | 2014年5月17日  | 動物学者、第8代琉球大学学長 |
| 奈良岡正夫       | 100歳325日              | 1903年6月15日  | 2004年5月5日   | 画家。奈良岡朋子の父 |
| 鐘ケ江信光       | 100歳321日              | 1912年1月18日  | 2012年12月5日  | 中国語学者、東京外国語大学名誉教授 |
| 椎名時四郎       | 100歳318日              | 1907年1月19日  | 2007年12月3日  | 実業家、日本ラグビーフットボール協会会長 |
| 三戸公           | 100歳305日              | 1921年12月17日 | 2022年10月18日 | 経営学者、立教大学名誉教授、中京大学名誉教授 |
| 鈴木セイ         | 100歳299日              | 1912年3月30日  | 2013年1月23日  | 福祉活動家 |
| 吉田貞次         | 100歳296日              | 1918年1月5日   | 2018年10月28日 | 撮影監督 |
| 神谷尚男         | 100歳295日              | 1914年4月17日  | 2015年2月6日   | 検察官、弁護士、第10代検事総長、法務事務次官 |
| 保科善四郎       | 100歳292日              | 1891年3月8日   | 1991年12月25日 | 海軍中将、政治家 |
| 小泉清子         | 100歳286日              | 1918年5月7日   | 2019年2月17日  | 実業家・鈴乃屋取締役名誉会長 |
| 局哲平           | 100歳281日              | 1911年3月20日  | 2012年1月4日   | 実業家・元井筒屋社長 |
| 尾崎邑鵬         | 100歳280日              | 1924年1月5日   | 2024年10月11日 | 書家・文化功労者 |
| 望月百合子       | 100歳277日              | 1900年9月5日   | 2001年6月9日   | 評論家・翻訳家 |
| 大田堯           | 100歳276日              | 1918年3月22日  | 2018年12月23日 | 教育学者 |
| 武田清子         | 100歳273日              | 1917年6月20日  | 2018年4月12日  | 思想史学者・国際基督教大学名誉教授 |
| 吉井淳二         | 100歳262日              | 1904年3月6日   | 2004年11月23日 | 画家 |
| 三枝三郎         | 100歳256日              | 1913年6月11日  | 2014年2月22日  | 元衆議院議員、内務官僚、元北海道副知事 |
| 古村敏章         | 100歳252日              | 1899年4月24日  | 2000年1月1日   | 元丸興製糸社長・市立岡谷蚕糸博物館初代館長 |
| 清元志寿太夫     | 100歳252日              | 1898年4月25日  | 1999年1月2日   | 清元節太夫・人間国宝 |
| 足利紫山         | 100歳241日              | 1859年5月3日   | 1959年12月30日 | 臨済宗管長 |
| 石一郎           | 100歳233日              | 1911年8月1日   | 2012年3月21日  | アメリカ文学者・作家 |
| 仁杉巌           | 100歳233日              | 1915年5月7日   | 2015年12月25日 | 鉄道技術者、元日本国有鉄道総裁、元西武鉄道社長 |
| 柴田承二         | 100歳233日              | 1915年10月23日 | 2016年7月12日  | 薬学者 |
| 田中親美         | 100歳229日              | 1875年4月9日   | 1975年11月24日 | 日本美術研究者 |
| 木村若友         | 100歳227日              | 1911年4月17日  | 2011年11月30日 | 浪曲師 |
| 林健次郎         | 100歳222日              | 1879年6月10日  | 1980年1月18日  | 最後の屯田兵 |
| 植村武一         | 100歳220日              | 1898年9月26日  | 1999年5月4日   | 元衆議院議員 |
| 堀文子           | 100歳218日              | 1918年7月2日   | 2019年2月5日   | 画家 |
| 大宅昌           | 100歳217日              | 1906年10月19日 | 2007年5月24日  | 評論家・大宅壮一文庫理事長・大宅壮一の妻 |
| 泉川美香子       | 100歳217日              | 1914年1月1日   | 2014年8月5日   | 元宝塚歌劇団男役。宝塚歌劇団19期生。宝塚歌劇団卒業生 |
| 嶺井政治         | 100歳215日              | 1922年11月25日 | 2023年6月28日  | 沖縄電力社長。沖縄県副知事。NHK沖縄放送局長。 |
| 稗田一穂         | 100歳212日              | 1920年8月23日  | 2021年3月23日  | 日本画家 |
| 鈴木貞一         | 100歳211日              | 1888年12月16日 | 1989年7月15日  | 陸軍中将、A級戦犯の一人 |
| 黒田徳米         | 100歳210日              | 1886年10月17日 | 1987年5月15日  | 生物学者 |
| 福田令寿         | 100歳210日              | 1873年1月10日  | 1973年8月7日   | 医師、教育者、社会事業家 |
| 伊原昭           | 100歳208日              | 1917年10月24日 | 2018年5月20日  | 国文学者、梅光女学院大学名誉教授 |
| 浜田知明         | 100歳207日              | 1917年12月23日 | 2018年7月17日  | 版画家、彫刻家 |
| 原口幸三         | 100歳205日              | 1910年6月20日  | 2011年1月11日  | 100m走（90-94歳部門/95-99歳部門）の元世界記録保持者 |
| 伊藤彦造         | 100歳205日              | 1904年2月17日  | 2004年9月9日   | 挿絵画家 |
| 田辺尚雄         | 100歳202日              | 1883年8月16日  | 1984年3月5日   | 音楽学者・文化功労者 |
| 浅井博           | 100歳202日              | 1907年9月13日  | 2008年4月3日   | ヒガシマル醬油社長 |
| 杉戸清           | 100歳196日              | 1901年10月10日 | 2002年4月22日  | 名古屋市長 |
| 3世井上八千代    | 100歳195日              | 1838年2月24日  | 1938年9月7日   | 日本舞踊家 |
| 大島研三         | 100歳190日              | 1907年9月24日  | 2008年4月1日   | 内科学者・医師 |
| 村上芳正         | 100歳183日              | 1922年5月11日  | 2022年11月8日  | 装幀家、挿画家、イラストレーター。 |
| 平井新           | 100歳182日              | 1899年9月10日  | 2000年3月9日   | 経済学者、慶應義塾大学名誉教授 |
| 西田信一         | 100歳177日              | 1902年10月15日 | 2003年4月10日  | 元参議院議員、第31代北海道開発庁長官、第22代科学技術庁長官 |
| 呉清源           | 100歳171日              | 1914年6月12日  | 2014年11月30日 | 囲碁の棋士 |
| 棚橋絢子         | 100歳167日              | 1839年4月7日   | 1939年9月21日  | 教育者、棚橋一郎の母 |
| 松平忠寿         | 100歳163日              | 1882年1月25日  | 1982年7月7日   | 子爵、貴族院議員、海軍大佐 |
| 丹羽文雄         | 100歳149日              | 1904年11月22日 | 2005年4月20日  | 小説家、日本文藝家協会会長、同理事長、日本芸術院会員、文化勲章受章者。                                                                                                 |
| 臺弘             | 100歳141日              | 1913年11月28日 | 2014年4月16日  | 精神科医、医学博士 |
| 内山榮一         | 100歳138日              | 1911年11月25日 | 2012年4月10日  | 台東区長 |
| 服部正           | 100歳138日              | 1908年3月17日  | 2008年8月2日   | 作曲家 |
| 増田三男         | 100歳136日              | 1909年4月24日  | 2009年9月7日   | 彫金家 |
| 赤松月船         | 100歳136日              | 1897年3月22日  | 1997年8月5日   | 僧、詩人 |
| 戸川安章         | 100歳131日              | 1906年8月3日   | 2006年12月12日 | 民俗学者 |
| 安藤太郎         | 100歳126日              | 1910年1月3日   | 2010年5月9日   | 住友不動産相談役 |
| 西田武生         | 100歳122日              | 1922年3月6日   | 2022年7月6日   | ファッションデザイナー |
| 上野豊           | 100歳118日              | 1915年11月9日  | 2016年3月6日   | 実業家、海運・石油輸送大手上野トランステック、横浜エフエム放送会長、横浜商工会議所会頭、横浜エフエム放送社長                                                           |
| 文挟夫佐恵       | 100歳116日              | 1914年1月23日  | 2014年5月19日  | 俳人 |
| 小林米作         | 100歳114日              | 1905年7月15日  | 2005年11月6日  | 記録映画カメラマン、映画プロデューサー |
| 加藤美代三       | 100歳106日              | 1912年1月25日  | 2012年5月10日  | 日本画家 |
| 橋本徹馬         | 100歳104日              | 1890年2月4日   | 1990年5月19日  | 国家主義者 |
| 桝本うめ子       | 100歳94日               | 1892年10月6日  | 1992年4月28日  | 書道教師 |
| 安斎政威         | 100歳94日               | 1912年10月6日  | 2013年1月8日   | 牧師 |
| 橋本忍           | 100歳93日               | 1918年4月18日  | 2018年7月19日  | 映画監督、脚本家 |
| 山崎旭萃         | 100歳92日               | 1906年3月5日   | 2006年6月5日   | 琵琶演奏家 |
| 土屋香鹿         | 100歳90日               | 1906年8月28日  | 2006年11月26日 | 第3代福岡県知事、内務官僚、弁護士 |
| 島原帆山         | 100歳90日               | 1901年9月16日  | 2001年12月15日 | 尺八奏者・人間国宝 |
| 安西愛子         | 100歳84日               | 1917年4月13日  | 2017年7月6日   | 声楽家・政治家 |
| 佐竹徳           | 100歳84日               | 1897年11月11日 | 1998年2月3日   | 画家 |
| 金城妙子         | 100歳82日               | 1916年2月23日  | 2016年5月15日  | 看護婦・保健婦 |
| 土屋文明         | 100歳80日               | 1890年9月18日  | 1990年12月7日  | 歌人・国文学者 |
| 肥田舜太郎       | 100歳78日               | 1917年1月1日   | 2017年3月20日  | 医師 |
| 柳田誠二郎       | 100歳77日               | 1893年9月2日   | 1993年11月18日 | 元日本銀行副総裁・元日本航空社長 |
| 鵜澤昌和         | 100歳72日               | 1918年11月24日 | 2019年2月4日   | 経営学者・青山学院大学学長 |
| 長鋒郎           | 100歳72日+              | 1865年11月21日 | 1967年2月      | 第百銀行取締役 |
| 岡田包義         | 100歳71日               | 1900年4月19日  | 2000年7月6日   | 徳島県知事・北海道庁長官 |
| 戸塚廉           | 100歳70日               | 1907年7月12日  | 2007年9月20日  | 教育運動家・教師 |
| 彌永昌吉         | 100歳60日               | 1906年4月2日   | 2006年6月1日   | 数学者 |
| 根岸重一         | 100歳58日               | 1923年11月29日 | 2024年1月26日  | 実業家・発明家 |
| 小島政二郎       | 100歳52日               | 1894年1月31日  | 1994年3月24日  | 小説家・随筆家 |
| 源了圓           | 100歳45日               | 1920年7月27日  | 2020年9月10日  | 歴史学者・東北大学名誉教授 |
| 苧阪良二         | 100歳45日               | 1918年6月28日  | 2018年8月12日  | 心理学者 |
| 友影賢世         | 100歳41日               | 1870年8月25日  | 1970年10月5日  | 丸岡町長 |
| 一原有徳         | 100歳39日               | 1910年8月23日  | 2010年10月1日  | 版画家 |
| 新藤兼人         | 100歳37日               | 1912年4月22日  | 2012年5月29日  | 映画監督 |
| 新見吉治         | 100歳26日               | 1874年10月9日  | 1974年11月4日  | 歴史学者・教育学者 |
| 永田新之允       | 100歳26日               | 1871年5月26日  | 1971年6月21日  | 元衆議院議員、元岩国市長 |
| 鈴木一司         | 100歳24日               | 1897年2月28日  | 1997年3月24日  | 元参議院議員 |
| 角屋堅次郎       | 100歳23日               | 1917年3月15日  | 2017年4月7日   | 元衆議院議員 |
| 中川弘           | 100歳22日               | 1911年2月20日  | 2011年3月14日  | 福山市長 |
| 寺岡平吾         | 100歳18日               | 1877年7月7日   | 1977年7月25日  | 海軍少将 |
| 楠本加美野       | 100歳16日               | 1922年3月7日   | 2022年3月23日  | 宗教家 |
| 広川サツ         | 100歳15日               | 1901年9月17日  | 2001年10月2日  | 日本最高齢ディスクジョッキー |
| 久武雅夫         | 100歳14日               | 1903年9月24日  | 2003年10月8日  | 大学教授（数理経済学）、国際基督教大学学長 |
| 吉田和子         | 100歳10日               | 1922年1月9日   | 2022年1月19日  | 馬主、社台グループ・社台不動産代表取締役社長、 |
| 上原清吉         | 100歳10日               | 1904年3月24日  | 2004年4月3日   | 本部御殿手古武術第12代宗家 |
| 山口平四郎       | 100歳8日                | 1910年1月9日   | 2010年1月17日  | 地理学者 |
| 長野正義         | 100歳7日                | 1900年11月3日  | 2000年11月10日 | 横須賀市長 |
| 野田信夫         | 100歳6日                | 1893年4月24日  | 1993年4月30日  | 経営学者、成蹊大学学長 |
| 豊田英二         | 100歳5日                | 1913年9月12日  | 2013年9月17日  | 実業家、トヨタ自動車会長 |
| 下村梅子         | 100歳3日                | 1912年5月7日   | 2012年5月10日  | 詩人 |
| 直木孝次郎       | 100歳3日                | 1919年1月30日  | 2019年2月2日   | 歴史学者 |
| 斉藤滋与史       | 100歳0日                | 1918年8月9日   | 2018年8月9日   | 元衆議院議員・第44代建設大臣・静岡県知事・富士市長 |
| 左右木韋城       | 100歳?日                | 1894年         | 1994年2月28日  | 俳人、ユタ日報俳壇選者 |

## 世界史（古代 - 中世）
| 人名     | 国             | 年齢                   | 生年月日      | 没年月日     | 事績                     |
| -------- | -------------- | ---------------------- | ------------- | ------------ | ------------------------ |
| 趙州従諗 | 唐             | 118歳1日 - 119歳364日  | 778年         | 897年        | 禅僧                     |
| 仏図澄   | 五胡十六国時代 | 116歳13日 - 117歳12日? | 232年?        | 349年1月13日 |                          |
| 慧可     | 北魏 - 隋      | 105歳1日 - 106歳364日  | 487年         | 593年        | 禅宗第二祖               |
| 穆王     | 周             | 104歳1日 - 105歳365日? | 紀元前1045年? | 紀元前940年? | 周王朝第5代王            |
| 王遠知   | 北魏 - 唐      | 104歳1日 - 105歳364日? | 530年?        | 635年        | 茅山宗第十代宗師         |
| アガト   | バチカン       | 103歳10日 - 104歳9日   | 577年         | 681年1月10日 | 聖職者・第79代ローマ教皇 |
| 澄観     | 唐             | 100歳1日 - 101歳364日  | 738年         | 839年        | 華厳宗第四祖             |

## 世界史（近代以後）
| 人名                                     | 国             | 年齢                    | 生年月日       | 没年月日       | 事績 |
| ---------------------------------------- | -------------- | ----------------------- | -------------- | -------------- | --- |
| ファウジャ・シン                         | インド         | 114歳104日?             | 1911年4月1日?  | 2025年7月14日  | 100歳以上での史上初のフルマラソン完走者。出生証明書が無いためギネス記録には非認定。 |
| マリタ・カマチョ・キロス                 | コスタリカ     | 114歳102日              | 1911年3月10日  | 2025年6月20日  | ファーストレディー |
| レイラ・デンマーク                       | アメリカ       | 114歳60日               | 1898年2月1日   | 2012年4月1日   | 小児科医 |
| ヘンリー・アリンガム                     | イギリス       | 113歳42日               | 1896年6月6日   | 2009年7月18日  | 軍人 |
| リチャード・アーヴィン・オーバートン     | アメリカ       | 112歳230日              | 1906年5月11日  | 2018年12月27日 | 軍人。アメリカ人としては第二次世界大戦に参加した最長寿の人物。 |
| アルフェウス・フィレモン・コール         | アメリカ       | 112歳136日              | 1876年7月12日  | 1988年11月25日 | 肖像画家、版画家 |
| ローレンス・ブルックス                   | アメリカ       | 112歳115日              | 1909年9月12日  | 2022年1月5日   | 軍人 |
| ロバート・ウェイトン                     | イギリス       | 112歳60日               | 1908年3月29日  | 2020年5月28日  | 工学者、シティ大学教員 |
| スタニスワフ・コワルスキー               | ポーランド     | 111歳356日              | 1910年4月14日  | 2022年4月5日   | 陸上競技選手 |
| シヴァクマラ・スワミ                     | インド         | 111歳295日              | 1907年4月1日   | 2019年1月21日  | ヒンズー教指導者 |
| ハーマン・スミス=ヨハンセン              | ノルウェー     | 111歳204日              | 1875年6月15日  | 1987年1月5日   | スキーヤー |
| フレデリカ・サゴル・マース               | アメリカ       | 111歳183日              | 1900年7月6日   | 2012年1月5日   | 劇作家、脚本家、作家 |
| アレクサンダー・イミック                 | アメリカ       | 111歳124日              | 1903年2月4日   | 2014年6月8日   | 化学者、超心理学者 |
| ハリー・パッチ                           | イギリス       | 111歳38日               | 1898年6月17日  | 2009年7月25日  | 軍人 |
| サイラス・シモンズ                       | アメリカ       | 111歳15日               | 1895年10月14日 | 2006年10月29日 | 野球選手。1897年生まれとされている。 |
| 周有光                                   | 中国           | 111歳1日                | 1906年1月13日  | 2017年1月14日  | 言語学者、ピン音の考案者の一人 |
| フローレンス・グリーン                   | イギリス       | 110歳350日              | 1901年2月19日  | 2012年2月4日   | 第一次世界大戦に参加した最後の人物 |
| レオポルト・ヴィートリス                 | オーストリア   | 110歳309日              | 1891年6月4日   | 2002年4月9日   | 数学者 |
| ゾルタン・サロシー                       | カナダ         | 110歳300日              | 1906年8月23日  | 2017年6月19日  | チェスプレイヤー |
| ラザール・ポンティセリ                   | フランス       | 110歳96日               | 1897年12月7日  | 2008年3月12日  | 軍人 |
| 郑集                                     | 中国           | 110歳89日               | 1900年5月6日   | 2010年7月29日  | 生物学者 |
| アリス・ヘルツ=ゾマー                    | チェコ         | 110歳89日               | 1903年11月26日 | 2014年2月23日  | ピアニスト |
| クロード・チョールズ                     | オーストラリア | 110歳63日               | 1901年3月3日   | 2011年5月5日   | 軍人。第一次世界大戦（当時はイギリス海軍所属）で戦闘に参加した最後の人物である。 |
| アイリーン・アッシュ                     | イギリス       | 110歳34日               | 1911年10月30日 | 2021年12月3日  | クリケット選手 |
| フランク・バックルズ                     | アメリカ       | 110歳26日               | 1901年2月2日   | 2011年2月27日  | 軍人。アメリカ人としては第一次世界大戦に参加した最後の人物である。 |
| 陳文寬                                   | 中華民国       | 110歳26日               | 1913年4月13日  | 2023年5月9日   | 軍人、実業家、パイロット |
| ロベール・マルシャン                     | フランス       | 109歳177日              | 1911年11月26日 | 2021年5月22日  | 自転車競技選手 |
| ジャン=フレデリック・ワルデック          | フランス       | 109歳45日               | 1766年3月16日  | 1875年4月30日  | 古物研究家、地図学者、探検家。実際に1766年生まれであるのかは不明。 |
| ロバータ・マケイン                       | アメリカ       | 108歳248日              | 1912年2月7日   | 2020年10月12日 | 慈善活動家、ジョン・S・マケイン・ジュニアの妻、ジョン・マケインの母 |
| レオ・オーンスタイン                     | アメリカ       | 108歳84日               | 1893年12月2日  | 2002年2月24日  | ピアニスト、作曲家 |
| マージョリー・ストーンマン・ダグラス     | アメリカ       | 108歳37日               | 1890年4月7日   | 1998年5月14日  | 著作家、環境保護活動家 |
| ヨハンネス・ヘースタース                 | オランダ       | 108歳19日               | 1903年12月5日  | 2011年12月24日 | 俳優 |
| アン・ニクソン・クーパー                 | アメリカ       | 107歳346日              | 1902年1月9日   | 2009年12月21日 | 市民活動家 |
| ジョージ・アボット                       | アメリカ       | 107歳220日              | 1887年6月25日  | 1995年1月31日  | 演出家、劇作家 |
| メルチョラ・アキノ                       | フィリピン     | 107歳55日               | 1812年1月6日   | 1919年3月2日   | 革命家 |
| ウォルター・ウォルシュ                   | アメリカ       | 106歳360日              | 1907年5月4日   | 2014年4月29日  | 射撃選手。1948年ロンドンオリンピックアメリカ代表。五輪出場経験者としては世界最高齢。 |
| 宋美齢                                   | 中国           | 106歳232日              | 1897年3月5日   | 2003年10月23日 | 蔣介石夫人。1896年生まれ、1901年生まれとされている。 |
| ノーマン・ロイド                         | アメリカ       | 106歳183日              | 1914年11月8日  | 2021年5月10日  | 俳優 |
| グラディス・タンタキジョン               | アメリカ       | 106歳139日              | 1899年6月15日  | 2005年11月1日  | モヒガン族長老 |
| マノエル・ド・オリヴェイラ               | ポルトガル     | 106歳112日              | 1908年12月11日 | 2015年4月2日   | 映画監督 |
| タイラス・ウォン                         | アメリカ       | 106歳66日               | 1910年10月25日 | 2016年12月30日 | 芸術家、ディズニー映画『バンビ』の原画の作者 |
| グエン・バン・ティエン                   | ベトナム       | 106歳61日               | 1906年3月13日  | 2012年5月13日  | カトリック司教 |
| 邵逸夫                                   | 香港           | 106歳49日               | 1907年11月19日 | 2014年1月7日   | 映画会社ショウ・ブラザーズ設立者である。 |
| ニコラス・ウィントン                     | イギリス       | 106歳43日               | 1909年5月19日  | 2015年7月1日   | 人道活動家 |
| 呂正操                                   | 中国           | 105歳282日              | 1904年1月4日   | 2009年10月13日 | 軍人・政治家 |
| フロイド・シュモー                       | アメリカ       | 105歳211日              | 1895年9月21日  | 2001年4月20日  | 平和運動家 |
| リーズ・ノルガード                       | デンマーク     | 105歳201日              | 1917年6月14日  | 2023年1月1日   | ジャーナリスト |
| フランシスコ・マラボ・ベオサ             | 赤道ギニア     | 105歳146日              | 1896年6月23日  | 2001年11月16日 | ブビ族最後の王。別名：マラボ2世。父マラボ・ロペロ・メラカ（マラボ1世）も99歳または100歳の長寿であった（1837-1937）。 |
| クレア・ホリングワース                   | イギリス       | 105歳92日               | 1911年10月10日 | 2017年1月10日  | デイリー・テレグラフ記者。第二次世界大戦勃発の報をいち早く伝えた。 |
| 銭存訓                                   | アメリカ       | 105歳88日               | 1910年1月11日  | 2015年4月9日   | 中国学学者 |
| ラインハルト・ハーデガン                 | ドイツ         | 105歳83日               | 1913年3月18日  | 2018年6月9日   | 軍人・Uボート艦長 |
| ドン・ラスク                             | アメリカ       | 105歳63日               | 1913年10月28日 | 2018年12月30日 | アニメーター |
| リチア・アルバネーゼ                     | イタリア       | 105歳24日               | 1909年7月22日  | 2014年8月15日  | ソプラノ歌手 |
| オスカー・ニーマイヤー                   | ブラジル       | 104歳356日              | 1907年12月15日 | 2012年12月5日  | 建築家 |
| ルイーゼ・ライナー                       | ドイツ         | 104歳352日              | 1910年1月12日  | 2014年12月30日 | 女優 |
| ビバリー・クリアリー                     | アメリカ       | 104歳347日              | 1916年4月12日  | 2021年3月25日  | 児童文学作家、小説家 |
| ジャック・バーザン                       | アメリカ       | 104歳330日              | 1907年11月30日 | 2012年10月25日 | 哲学者、歴史家 |
| マーシャ・ハント                         | アメリカ       | 104歳324日              | 1917年10月17日 | 2022年9月6日   | 女優 |
| 楊絳                                     | 中国           | 104歳313日              | 1911年7月17日  | 2016年5月25日  | 作家、翻訳家 |
| オードリー・マンソン                     | アメリカ       | 104歳257日              | 1891年6月8日   | 1996年2月20日  | 美術モデル、女優 |
| ベンジャミン・メルニカー                 | アメリカ       | 104歳202日              | 1913年5月25日  | 2018年2月26日  | 映画プロデューサー |
| ローズ・ケネディ                         | アメリカ       | 104歳184日              | 1890年7月22日  | 1995年1月22日  | ジョセフ・P・ケネディ夫人、ジョン・F・ケネディらの母 |
| エドワード・R・ブレイスウェイト          | ガイアナ       | 104歳169日              | 1912年6月27日  | 2016年12月12日 | 作家、教員、外交官 |
| マグダ・オリヴェロ                       | イタリア       | 104歳167日              | 1910年3月25日  | 2014年9月8日   | ソプラノ歌手 |
| フィリス・A・ホイットニー                | アメリカ       | 104歳152日              | 1903年9月9日   | 2008年2月8日   | 推理作家 |
| ボリス・グジ                             | ロシア         | 104歳130日              | 1902年8月19日  | 2006年12月27日 | 諜報員 |
| フランシス・ジャクソン                   | イギリス       | 104歳101日              | 1917年10月2日  | 2022年1月11日  | 作曲家、オルガニスト |
| アーノルド・ベックマン                   | アメリカ       | 104歳38日               | 1900年4月10日  | 2004年5月18日  | 化学者、発明家、投資家、慈善家 |
| アンリ・カルタン                         | フランス       | 104歳36日               | 1904年7月8日   | 2008年8月13日  | 数学者 |
| オリヴィア・デ・ハヴィランド             | アメリカ       | 104歳25日               | 1916年7月1日   | 2020年7月26日  | 俳優 |
| ビル・タピア                             | アメリカ       | 103歳335日              | 1908年1月1日   | 2011年12月2日  | ウクレレ奏者 |
| エリオット・カーター                     | アメリカ       | 103歳330日              | 1908年12月11日 | 2012年11月5日  | 現代音楽の作曲家 |
| マリー・グローリー                       | フランス       | 103歳327日              | 1905年3月3日   | 2009年1月24日  | 女優 |
| エリザベス・マードック                   | オーストラリア | 103歳301日              | 1909年2月8日   | 2012年12月5日  | 慈善活動家、ルパート・マードックの母 |
| 郭雪湖                                   | 台湾           | 103歳288日              | 1908年4月10日  | 2012年1月23日  | 画家 |
| ライモハンシン・オベロイ                 | インド         | 103歳261日              | 1898年8月15日  | 2002年5月2日   | オベロイ・ホテルズ&リゾーツ創業者 |
| ヘーゼル・サンプソン                     | アメリカ       | 103歳254日              | 1910年5月26日  | 2014年2月4日   | クララム語最後の母語話者 |
| リータ・レーヴィ=モンタルチーニ          | イタリア       | 103歳252日              | 1909年4月22日  | 2012年12月30日 | 神経学者、1986年ノーベル生理学・医学賞受賞者 |
| メアリー・エヘルシト                     | フィリピン     | 103歳238日              | 1905年5月2日   | 2009年1月13日  | ジョセフ・エストラーダ元フィリピン大統領の母 |
| エリー・ボール                           | アメリカ       | 103歳230日              | 1910年11月14日 | 2014年7月2日   | 元プロゴルファー |
| ドブリ・ドブレフ                         | ブルガリア     | 103歳215日              | 1914年6月20日  | 2018年2月13日  | 慈善活動家 |
| ハーバート・オーエン・リード             | アメリカ       | 103歳203日              | 1910年6月17日  | 2014年1月6日   | 作曲家、指揮者 |
| アーノルド・スピルバーグ                 | アメリカ       | 103歳201日              | 1917年2月6日   | 2020年8月25日  | 電気技師、スティーブン・スピルバーグの父 |
| ノラ・バーロー                           | イギリス       | 103歳159日              | 1885年12月22日 | 1989年5月29日  | 植物学者、遺伝学者。チャールズ・ダーウィンの孫 |
| アドルフ・ズコール                       | アメリカ       | 103歳155日              | 1873年1月7日   | 1976年6月10日  | パラマウント映画創業者 |
| チャウ・セン・コクサル・チュム           | カンボジア     | 103歳135日              | 1905年9月9日   | 2009年1月22日  | 政治家、第40代カンボジア王国首相 |
| ポール・ル・フレム                       | フランス       | 103歳135日              | 1881年3月18日  | 1984年7月31日  | 作曲家、指揮者 |
| ジュリアン・フランソワ・ツビンデン       | スイス         | 103歳117日              | 1917年11月11日 | 2021年3月8日   | 作曲家 |
| エドワード・バーネイズ                   | アメリカ       | 103歳108日              | 1891年11月22日 | 1995年3月9日   | 心理学者、ジークムント・フロイトの甥 |
| ジェラル・バヤル                         | トルコ         | 103歳98日               | 1883年5月16日  | 1986年8月22日  | 政治家、トルコ大統領 |
| 倪文亜                                   | 台湾           | 103歳93日               | 1903年3月2日   | 2006年6月3日   | 立法院院長 |
| ヴェラ・リン                             | イギリス       | 103歳90日               | 1917年3月20日  | 2020年6月18日  | 歌手 |
| シルバリン・スウェル                     | インド         | 103歳81日               | 1910年11月12日 | 2014年2月1日   | 社会・環境活動家、教育者、公務員 |
| ベル・カウフマン                         | アメリカ       | 103歳76日               | 1911年5月10日  | 2014年7月25日  | 作家、ショーレム・アレイヘムの孫 |
| カーク・ダグラス                         | アメリカ       | 103歳58日               | 1916年12月9日  | 2020年2月5日   | 俳優、マイケル・ダグラスの父 |
| タカーチュ・イェネー                     | オーストリア   | 103歳50日               | 1902年9月25日  | 2005年11月14日 | 作曲家、ピアニスト |
| ダグラス・スローカム                     | イギリス       | 103歳12日               | 1913年2月10日  | 2016年2月22日  | 撮影監督 |
| ライオネル・ファーボス                   | アメリカ       | 103歳2日                | 1911年7月17日  | 2014年7月19日  | ジャズトランペット奏者 |
| ジェームズ・ラブロック                   | イギリス       | 103歳0日                | 1919年7月26日  | 2022年7月26日  | 化学者 |
| コンラッド・マレーロ                     | キューバ       | 102歳363日              | 1911年4月25日  | 2014年4月23日  | 野球選手 |
| ガードナー・ムロイ                       | アメリカ       | 102歳358日              | 1913年11月22日 | 2016年11月14日 | テニス選手、最も長生きしたウィンブルドン選手権優勝者 |
| アントン・コッポラ                       | アメリカ       | 102歳354日              | 1917年3月21日  | 2020年3月9日   | 指揮者、作曲家 |
| ヒルベルト・ボスケス・サルディバル       | メキシコ       | 102歳349日              | 1892年7月20日  | 1995年7月4日   | 外交官 |
| インドラ・デヴィ                         | アメリカ       | 102歳348日              | 1899年5月12日  | 2002年4月25日  | ヨガ教師 |
| アントワーヌ・ピネー                     | フランス       | 102歳348日              | 1891年12月30日 | 1994年12月17日 | 政治家、フランス首相（第四共和政期） |
| アール・キャメロン                       | イギリス       | 102歳330日              | 1917年8月8日   | 2020年7月3日   | 俳優 |
| エルンスト・ユンガー                     | ドイツ         | 102歳325日              | 1895年3月29日  | 1998年2月17日  | 作家、思想家 |
| エーヴ・キュリー                         | フランス       | 102歳320日              | 1904年12月6日  | 2007年10月22日 | 芸術家、作家、キュリー夫妻の娘 |
| グロスター公爵夫人アリス                 | イギリス       | 102歳309日              | 1901年12月25日 | 2004年10月29日 | グロスター公ヘンリー夫人 |
| ピエール・スーラージュ                   | フランス       | 102歳306日              | 1919年12月24日 | 2022年10月26日 | 画家、彫刻家、版画家 |
| カジ・レンドゥプ・ドルジ                 | インド         | 102歳290日              | 1904年10月11日 | 2007年7月28日  | 初代シッキム州首相、僧侶 |
| ニネット・ド・ヴァロア                   | イギリス       | 102歳275日              | 1898年6月6日   | 2001年3月8日   | バレエダンサー、振付家 |
| ネヘマイア・パーソフ                     | アメリカ       | 102歳256日              | 1919年8月2日   | 2022年4月5日   | 俳優、画家 |
| ロナルド・コース                         | アメリカ       | 102歳247日              | 1910年12月29日 | 2013年9月2日   | 経済学者、1991年ノーベル経済学賞受賞者 |
| シャーンドル・タリチュ                   | ハンガリー     | 102歳243日              | 1913年9月23日  | 2016年5月21日  | 1936年ベルリンオリンピック金メダリスト（水球） |
| ミシェル=ウジェーヌ・シュヴルール        | フランス       | 102歳221日              | 1786年8月31日  | 1889年4月9日   | 化学者 |
| 蘇毅然                                   | 中国           | 102歳214日              | 1918年11月5日  | 2021年6月7日   | 政治家、官僚、中国共産党中央顧問委員会委員・山東省委員会書記、山東省人民政府省長 |
| アイリス・アプフェル                     | アメリカ       | 102歳185日              | 1921年8月29日  | 2024年3月1日   | 実業家、インテリアデザイナー |
| ミコラ・コレッサ                         | ウクライナ     | 102歳184日              | 1903年12月6日  | 2006年6月8日   | 作曲家、指揮者 |
| チャールズ・レイン                       | アメリカ       | 102歳164日              | 1905年1月26日  | 2007年7月9日   | 俳優 |
| モーリス・ハドソン・サッチャー           | アメリカ       | 102歳144日              | 1870年8月15日  | 1973年1月6日   | 政治家、弁護士 |
| デビッド・ダグラス・ダンカン             | アメリカ       | 102歳135日              | 1916年1月23日  | 2018年6月7日   | 報道写真家 |
| エベリン・ウィトキン                     | アメリカ       | 102歳121日              | 1921年3月9日   | 2023年7月8日   | 遺伝学者、ラトガース大学教授 |
| アルバート・ホフマン                     | スイス         | 102歳109日              | 1906年1月11日  | 2008年4月29日  | 化学者 |
| ジェームズ・スティルマン・ロックフェラー | アメリカ       | 102歳63日               | 1902年6月8日   | 2004年8月10日  | 1924年パリオリンピック金メダリスト（ボート（エイト））、ナショナル・シティバンク・オブ・ニューヨーク社長。ロックフェラー家の一員。後述のデイヴィッド・ロックフェラーとは互いにはとこの関係である。                                           |
| ドロシー・トイ・フォン                   | アメリカ       | 102歳43日               | 1917年5月28日  | 2019年7月10日  | ダンサー |
| ヴォー・グエン・ザップ                   | ベトナム       | 102歳40日               | 1911年8月25日  | 2013年10月4日  | 軍人、政治家 |
| ベンジオン・ネタニヤフ                   | イスラエル     | 102歳36日               | 1910年3月25日  | 2012年4月30日  | 歴史家、ベンヤミン・ネタニヤフの父 |
| ハンス・ゲオルク・ガダマー               | ドイツ         | 102歳30日               | 1900年2月11日  | 2002年3月13日  | 哲学者 |
| ハンス・クレッペン                       | ノルウェー     | 102歳27日               | 1907年3月16日  | 2009年4月12日  | スキージャンプ選手 |
| レオ・ベラネック                         | アメリカ       | 102歳25日               | 1914年9月15日  | 2016年10月10日 | 大学教員、実業家 |
| イオ・ミン・ペイ                         | アメリカ       | 102歳20日               | 1917年4月26日  | 2019年5月16日  | 建築家 |
| ビル・バトラー                           | アメリカ       | 101歳363日              | 1921年4月7日   | 2023年4月5日   | 撮影監督 |
| バーナード・ルイス                       | イギリス       | 101歳353日              | 1916年5月31日  | 2018年5月19日  | 歴史学者、プリンストン大学名誉教授 |
| アンリ・ビュッセル                       | フランス       | 101歳348日              | 1872年1月16日  | 1973年12月30日 | 作曲家、指揮者 |
| ローレンス・ファーリンゲティ             | アメリカ       | 101歳335日              | 1919年3月24日  | 2021年2月22日  | 詩人 |
| アーナンダ・マイトリー                   | スリランカ     | 101歳329日              | 1896年8月23日  | 1998年7月18日  | 僧侶、仏教学者 |
| ウィレム・ドレース                       | オランダ       | 101歳314日              | 1886年7月5日   | 1988年5月14日  | 政治家、第37代オランダ首相 |
| ブライアン・アークハート                 | イギリス       | 101歳309日              | 1919年2月28日  | 2021年1月2日   | 国際公務員、著述家であり、第二次世界大戦期の軍人。国際連合（国連）設立に重要な役割を果たした。また、国連特殊政治問題担当事務次長を務めて国連平和維持活動（PKO）を率い、「PKOの父」と呼ばれる。母バーサもまた101歳の長寿である（1883 - 1984） |
| 李鋭                                     | 中国           | 101歳309日              | 1917年4月13日  | 2019年2月16日  | 政治家 |
| タナット・コーマン                       | タイ           | 101歳300日              | 1914年5月9日   | 2016年3月3日   | 政治家 |
| 薛駒                                     | 中華人民共和国 | 101歳287日 - 101歳317日 | 1922年3月      | 2024年1月12日  | 政治家 |
| イーゴリ・モイセーエフ                   | ロシア         | 101歳285日              | 1906年1月21日  | 2007年11月2日  | バレエダンサー、演出家 |
| デイヴィッド・ロックフェラー             | アメリカ       | 101歳281日              | 1915年6月12日  | 2017年3月20日  | 実業家・ロックフェラー家当主。前述のジェームズ・スティルマン・ロックフェラーとは互いにはとこの関係である |
| アルトゥールス・シルガイリス             | ラトビア       | 101歳275日              | 1895年11月13日 | 1997年8月15日  | 軍人。ナチス・ドイツの武装親衛隊経験者では最高齢。 |
| リーヴィア・レーフ                       | ハンガリー     | 101歳273日              | 1916年7月15日  | 2018年3月28日  | ピアニスト |
| ボリス・パトン                           | ウクライナ     | 101歳266日              | 1918年11月27日 | 2020年8月19日  | 金属工学者、ウクライナ国立学士院会長 |
| マルタ・エゲルト                         | ハンガリー     | 101歳253日              | 1912年4月17日  | 2013年12月26日 | 女優、歌手 |
| ニコラス・スロニムスキー                 | アメリカ       | 101歳242日              | 1894年4月27日  | 1995年12月25日 | 作曲家、指揮者 |
| ドー・ムオイ                             | ベトナム       | 101歳241日              | 1917年2月2日   | 2018年10月1日  | ベトナム社会主義共和国首相 |
| エリザベス・ボーズ=ライアン              | イギリス       | 101歳238日              | 1900年8月4日   | 2002年3月30日  | イギリス王ジョージ6世妃、エリザベス2世の母 |
| 張群                                     | 中国           | 101歳209日              | 1889年5月9日   | 1990年12月4日  | 軍人、政治家 |
| チャールズ・アボット                     | アメリカ       | 101歳200日              | 1872年5月31日  | 1973年12月17日 | 天文学者 |
| キャサリン・ジョンソン                   | アメリカ       | 101歳182日              | 1918年8月26日  | 2020年2月24日  | 数学者 |
| アーヴィング・シーザー                   | アメリカ       | 101歳167日              | 1895年7月4日   | 1996年12月18日 | 作曲家、作詞家 |
| ドロテア・タニング                       | アメリカ       | 101歳159日              | 1910年8月25日  | 2012年1月31日  | 画家、版画家、彫刻家、作家 |
| メアリー・プラット                       | アメリカ       | 101歳158日              | 1918年11月30日 | 2020年5月6日   | 全米女子プロ野球最後の生存者 |
| ウィリアム・H・ウェブスター              | アメリカ       | 101歳155日              | 1924年3月6日   | 2025年8月8日   | 官僚、元FBI長官及びCIA長官 |
| エドモンド・フィッシャー                 | アメリカ       | 101歳143日              | 1920年4月6日   | 2021年8月27日  | 生化学者 |
| アーヴィング・バーリン                   | アメリカ       | 101歳134日              | 1888年5月11日  | 1989年9月22日  | 作曲家、作詞家 |
| ロマン・トーテンベルク                   | アメリカ       | 101歳128日              | 1911年1月1日   | 2012年5月8日   | ヴァイオリン奏者 |
| ダイアナ・セラ・キャリー                 | アメリカ       | 101歳118日              | 1918年10月29日 | 2020年2月24日  | 子役 |
| ジーナ・チーニャ                         | フランス       | 101歳106日              | 1900年3月6日   | 2001年6月20日  | ソプラノ歌手、ピアノ奏者、教育者 |
| 肖克                                     | 中国           | 101歳102日              | 1907年7月14日  | 2008年10月24日 | 軍人 |
| グランマ・モーゼス                       | アメリカ       | 101歳97日               | 1860年9月7日   | 1961年12月13日 | 画家 |
| インゲ・ボルク                           | ドイツ         | 101歳92日               | 1917年5月26日  | 2018年8月26日  | 歌手 |
| 金英柱                                   | 北朝鮮         | 101歳85日               | 1920年9月21日  | 2021年12月15日 | 政治家 |
| セルゲイ・ソコロフ                       | ロシア         | 101歳61日               | 1911年7月1日   | 2012年8月31日  | 軍人、政治家 |
| ジョン・クンドラ                         | アメリカ       | 101歳50日               | 1916年6月3日   | 2017年7月23日  | バスケットボールコーチ |
| ウェイン・ティーボー                     | アメリカ       | 101歳40日               | 1920年11月15日 | 2021年12月25日 | 画家 |
| ジュリアーノ・ボンファンテ               | イタリア       | 101歳34日               | 1904年8月6日   | 2005年9月9日   | 言語学者 |
| ジョージ・ケナン                         | アメリカ       | 101歳29日               | 1904年2月16日  | 2005年3月17日  | 外交官、政治学者、歴史家 |
| ジーン・マッカーサー                     | アメリカ       | 101歳25日               | 1898年12月28日 | 2000年1月22日  | ダグラス・マッカーサー夫人 |
| ネリー・ロス                             | アメリカ       | 101歳20日               | 1876年11月29日 | 1977年12月19日 | ワイオミング州知事。アメリカ初の女性知事 |
| レニ・リーフェンシュタール               | ドイツ         | 101歳17日               | 1902年8月22日  | 2003年9月8日   | 舞踏家、女優、映画監督、写真家 |
| フランシス・ケルシー                     | アメリカ       | 101歳14日               | 1914年7月24日  | 2015年8月7日   | 薬理学者、医師 |
| 鍾士元                                   | 中国           | 101歳11日               | 1917年11月3日  | 2018年11月14日 | 政治家 |
| トーマス・ソッピース                     | イギリス       | 101歳9日                | 1888年1月18日  | 1989年1月27日  | 実業家、飛行家、ホーカー・エアクラフト会長 |
| レオン・シュツケリ                       | スロベニア     | 100歳361日              | 1898年11月12日 | 1999年11月8日  | 1924年パリオリンピック・1928年アムステルダムオリンピック金メダリスト（体操競技） |
| 李子誦                                   | 中国           | 100歳356日              | 1911年5月21日  | 2012年5月11日  | 実業家 |
| ヤン・エキエル                           | ポーランド     | 100歳351日              | 1913年8月29日  | 2014年8月15日  | ピアニスト、教育者 |
| ポーレット・デュボスト                   | フランス       | 100歳349日              | 1910年10月8日  | 2011年9月21日  | 女優 |
| ヘルムート・ヴィンシャーマン             | ドイツ         | 100歳347日              | 1920年3月22日  | 2021年3月4日   | オーボエ奏者、指揮者 |
| クロード・レヴィ=ストロース              | フランス       | 100歳336日              | 1908年11月28日 | 2009年10月30日 | 社会人類学者 |
| ロバート・セント・ジョン                 | アメリカ       | 100歳334日              | 1902年3月9日   | 2003年2月6日   | ジャーナリスト |
| ミェチスワフ・ホルショフスキ             | ポーランド     | 100歳333日              | 1892年6月23日  | 1993年5月22日  | ピアノ奏者 |
| ミープ・ヒース                           | オランダ       | 100歳330日              | 1909年2月15日  | 2010年1月11日  | アンネ・フランクの支援者 |
| 巴金                                     | 中国           | 100歳326日              | 1904年11月25日 | 2005年10月17日 | 作家 |
| マイク・ホアー                           | アイルランド   | 100歳322日              | 1919年3月17日  | 2020年2月2日   | コンゴ動乱やセーシェルでのクーデターに参加した傭兵 |
| エドムンド・ロス                         | イギリス       | 100歳318日              | 1910年12月7日  | 2011年10月21日 | ミュージシャン |
| チャールズ・リンドブロム                 | アメリカ       | 100歳315日              | 1917年3月21日  | 2018年1月30日  | 政治学者、エール大学名誉教授 |
| 史明                                     | 台湾           | 100歳315日              | 1918年11月9日  | 2019年9月20日  | 歴史家、台湾独立運動家 |
| アッティリオ・パヴェージ                 | イタリア       | 100歳305日              | 1910年10月1日  | 2011年8月2日   | 自転車競技選手（ロサンゼルスオリンピック（1932年）金メダリスト） |
| スタンリー・クニッツ                     | アメリカ       | 100歳289日              | 1905年7月29日  | 2006年5月14日  | 詩人 |
| ロバート・キノシタ                       | アメリカ       | 100歳288日              | 1914年2月24日  | 2014年12月9日  | 映画やテレビのロボットデザイナー |
| ブルース・ベネット                       | アメリカ       | 100歳281日              | 1906年5月19日  | 2007年2月24日  | 俳優、陸上競技選手 |
| トーマス・ムーア                         | イギリス       | 100歳278日              | 1920年4月30日  | 2021年2月2日   | 軍人、実業家 |
| ファニー・ウォーターマン                 | イギリス       | 100歳273日              | 1920年3月22日  | 2020年12月20日 | ピアニスト |
| キャロライン・アントニーピッライ         | スリランカ     | 100歳272日              | 1908年10月8日  | 2009年7月7日   | 活動家、政治家 |
| 郝柏村                                   | 中華民国       | 100歳261日              | 1919年7月13日  | 2020年3月30日  | 政治家、軍人、第12代中華民国国防部参謀総長、第17代中華民国国防部長、第13代中華民国行政院長 |
| 黄順姫                                   | 北朝鮮         | 100歳259日              | 1919年5月3日   | 2020年1月17日  | 政治家 |
| マヌエル・アルバレス・ブラボ             | メキシコ       | 100歳257日              | 1902年2月4日   | 2002年10月19日 | 写真家 |
| ジェローム・ブルーナー                   | アメリカ       | 100歳248日              | 1915年10月1日  | 2016年6月5日   | 心理学者 |
| ハーブ・ジェフリーズ                     | アメリカ       | 100歳243日              | 1913年9月24日  | 2014年5月25日  | 歌手、俳優 |
| マーガレット・バービッジ                 | アメリカ       | 100歳237日              | 1919年8月12日  | 2020年4月5日   | 天文物理学者、グリニッジ天文台長、アメリカ天文学会会長、米国科学振興協会会長、カリフォルニア大学サンディエゴ校教授 |
| トゥリオ・ピネリ                         | イタリア       | 100歳236日              | 1908年6月24日  | 2009年3月7日   | 脚本家・作家 |
| エミール・アレー                         | フランス       | 100歳235日              | 1912年2月25日  | 2012年10月17日 | アルペンスキー選手、1936年ガルミッシュ・パルテンキルヘンオリンピック銅メダリスト |
| フレデリック・フィリップス               | オランダ       | 100歳233日              | 1905年4月16日  | 2005年12月5日  | フィリップス社長 |
| フェローズ・カーン                       | パキスタン     | 100歳224日              | 1904年9月9日   | 2005年4月21日  | アムステルダムオリンピック金メダリスト（フィールドホッケー） |
| エルンスト・マイヤー                     | アメリカ       | 100歳213日              | 1904年7月5日   | 2005年2月3日   | 生物学者 |
| マザー・ジョーンズ                       | アメリカ       | 100歳213日              | 1830年5月1日   | 1930年11月30日 | 労働活動家 |
| フランシスコ・バラージョ                 | アルゼンチン   | 100歳206日              | 1910年2月5日   | 2010年8月30日  | サッカー選手 |
| モーリス・ジュルノー                     | フランス       | 100歳204日              | 1898年11月17日 | 1999年6月9日   | 作曲家 |
| ストロム・サーモンド                     | アメリカ       | 100歳203日              | 1902年12月5日  | 2003年6月26日  | 政治家 |
| コリングウッド・イングラム               | イギリス       | 100歳201日              | 1880年10月30日 | 1981年5月19日  | 鳥類学者、園芸家。日本からイギリスに多くの桜の品種を導入した。オオシマザクラの英語版記事では、現在有効な学名の命名者とされている。 |
| ジェームズ・ヴァン・フリート             | アメリカ       | 100歳188日              | 1892年3月19日  | 1992年9月23日  | 軍人、アメリカ陸軍司令官 |
| ヘンリー・キッシンジャー                 | アメリカ       | 100歳186日              | 1923年5月27日  | 2023年11月29日 | アメリカ合衆国国務長官、国際政治学者 |
| エリー・バインホルン                     | ドイツ         | 100歳182日              | 1907年5月30日  | 2007年11月28日 | パイロット |
| デイヴ・バーソロミュー                   | アメリカ       | 100歳181日              | 1918年12月24日 | 2019年6月23日  | ミュージシャン、作曲家 |
| 饒宗頤                                   | 中国           | 100歳181日              | 1917年8月9日   | 2018年2月6日   | 歴史学者、詩人 |
| マルセル・ミュール                       | フランス       | 100歳178日              | 1901年6月24日  | 2001年12月19日 | サクソフォーン奏者 |
| 蘇歩青                                   | 中国           | 100歳175日              | 1902年9月23日  | 2003年3月17日  | 数学者 |
| ルイス・エチェベリア                     | メキシコ       | 100歳172日              | 1922年1月17日  | 2022年7月8日   | メキシコ大統領 |
| アーミン・ホフマン                       | スイス         | 100歳172日              | 1920年6月29日  | 2020年12月18日 | グラフィックデザイナー、タイポグラファー |
| ジョン・ウォルド                         | アメリカ       | 100歳172日              | 1916年8月31日  | 2017年2月19日  | 政治家 |
| 陳立夫                                   | 中国           | 100歳171日              | 1900年8月21日  | 2001年2月8日   | 政治家 |
| ダニエル・ダリュー                       | フランス       | 100歳169日              | 1917年5月1日   | 2017年10月17日 | 女優 |
| エゴール・リガチョフ                     | ロシア         | 100歳159日              | 1920年11月29日 | 2021年5月7日   | 政治家、ソビエト連邦共産党第二書記 |
| フィリス・キング                         | イギリス       | 100歳157日              | 1905年8月23日  | 2006年1月27日  | テニス選手 |
| マリオ・ブンゲ                           | カナダ         | 100歳156日              | 1919年9月21日  | 2020年2月24日  | 科学哲学者 |
| ヴィルヘルム・フリットナー               | ドイツ         | 100歳154日              | 1889年8月20日  | 1990年1月21日  | 教育学者 |
| ニーナ・オクセンチアン                   | ロシア         | 100歳145日              | 1916年10月29日 | 2017年3月23日  | オルガン奏者 |
| 張学良                                   | 中国           | 100歳133日              | 1901年6月3日   | 2001年10月14日 | 軍人、政治家 |
| エドヴィン・ヴィーデ                     | スウェーデン   | 100歳118日              | 1896年2月22日  | 1996年6月19日  | 陸上競技選手、1924年パリオリンピック銀メダリスト |
| 顔成坤                                   | 香港           | 100歳117日              | 1900年12月18日 | 2001年4月14日  | 実業家、政治家 |
| 張坰淳                                   | 韓国           | 100歳117日              | 1922年3月23日  | 2022年7月18日  | 政治家、韓国国会議員、第6・7・8代国会副議長、第18代農林部長官 |
| フランコ・ラゼッティ                     | イタリア       | 100歳117日              | 1901年8月10日  | 2001年12月5日  | 物理学者 |
| ダーウォード・ノウルズ                   | バハマ         | 100歳113日              | 1917年11月2日  | 2018年2月23日  | セーリング選手。1964年東京オリンピック金メダリスト |
| アーロン・ベック                         | アメリカ       | 100歳106日              | 1921年7月18日  | 2021年11月1日  | 医学者、精神科医、ペンシルベニア大学教授、国際認知療法学会名誉会長 |
| ティルマライ・クリシュナマチャリア       | インド         | 100歳102日              | 1888年11月18日 | 1989年2月28日  | ヨガ教師、医師、学者 |
| ジョアン・アヴェランジェ                 | ブラジル       | 100歳101日              | 1916年5月8日   | 2016年8月16日  | 国際サッカー連盟（FIFA）第7代会長 |
| グリニス・ジョンズ                       | イギリス       | 100歳91日               | 1923年10月5日  | 2024年1月4日   | 女優 |
| ジミー・カーター                         | アメリカ       | 100歳89日               | 1924年10月1日  | 2024年12月29日 | 政治家、第39代アメリカ合衆国大統領 |
| グロリア・スチュアート                   | アメリカ       | 100歳86日               | 1910年7月4日   | 2010年9月26日  | 女優 |
| エーリヒ・プリーブケ                     | ドイツ         | 100歳74日               | 1913年7月29日  | 2013年10月11日 | ナチス親衛隊大尉。人道に対する罪による受刑者では最高齢（第二次世界大戦中にアルデアティーネ洞窟においてイタリア一般市民335人を殺害した）。 |
| オラシオ・サルガン                       | アルゼンチン   | 100歳65日               | 1916年6月15日  | 2016年8月19日  | 作曲家、編曲家、ピアニスト、指揮者 |
| 符浩                                     | 中国           | 100歳65日               | 1916年4月13日  | 2016年6月17日  | 外交官、駐日中国大使 |
| 許淵冲                                   | 中国           | 100歳60日               | 1921年4月18日  | 2021年6月17日  | 翻訳家 |
| ボブ・ホープ                             | アメリカ       | 100歳59日               | 1903年5月29日  | 2003年7月27日  | コメディアン |
| ジョージ・シュルツ                       | アメリカ       | 100歳55日               | 1920年12月13日 | 2021年2月6日   | 政治家、第60代アメリカ合衆国国務長官 |
| ジョージ・バーンズ                       | アメリカ       | 100歳49日               | 1896年1月20日  | 1996年3月9日   | 俳優 |
| ボブ・ライランド                         | アメリカ       | 100歳47日               | 1920年6月16日  | 2020年8月2日   | テニス選手 |
| ハビエル・ペレス・デ・クエヤル           | ペルー         | 100歳45日               | 1920年1月19日  | 2020年3月4日   | 政治家、第5代国際連合事務総長 |
| ロジェ・ギルマン                         | アメリカ       | 100歳41日               | 1924年1月11日  | 2024年2月21日  | 生理学者 |
| ゴドフリー・ランプリング                 | イギリス       | 100歳37日               | 1909年5月14日  | 2009年6月20日  | 陸上競技選手、軍人、シャーロット・ランプリングの父 |
| フレヤ・スターク                         | イギリス       | 100歳37日               | 1893年1月31日  | 1993年3月9日   | 探検家、旅行作家 |
| アルフレッド・ランドン                   | アメリカ       | 100歳33日               | 1887年9月9日   | 1987年10月12日 | 政治家、カンザス州知事、1936年アメリカ合衆国大統領選挙共和党候補者 |
| コルネリス・デ・ヤヘル                   | オランダ       | 100歳28日               | 1921年4月29日  | 2021年5月27日  | 天体物理学者、国際天文学連合事務局長、超常現象の科学的調査のための委員会フェロー、ユトレヒト天文台長 |
| ローランズ・カルニンシュ                 | ラトビア       | 100歳8日                | 1922年5月9日   | 2021年5月17日  | 映画監督 |
| 黄永阜                                   | 台湾           | 100歳7日                | 1923年1月16日  | 2024年1月23日  | 画家 |
| ノーマン・D・ボーン                      | アメリカ       | 100歳4日                | 1905年12月19日 | 2005年12月23日 | 探検家 |
| ジョージ・ナイクルグ                     | アメリカ       | 100歳1日                | 1919年3月7日   | 2019年3月8日   | チェロ奏者 |
| モモル・ドゥワル・ブケレ                 | リベリア       | 100歳1日                | 1788年9月30日  | 1888年10月1日  | ヴァイ文字発明者 |
| シェイハ・ムクター・モハメド・フセイン   | ソマリア       | 100歳0日 - 100歳163日   | 1912年         | 2012年6月12日  | ソマリア議会議長 |